# Соколов, Александр Сергеевич (хоккеист)
Александр Сергеевич Соколов (род. 12 января 1983, Фрунзе) — российский хоккеист, защитник.

## Биография
Воспитанник петербургского СКА. В сезонах 1999/2000 — 2003/04 играл в команде первой лиги «СКА-2». Первый матч в Суперлиге за СКА сыграл 9 декабря 2000 года, когда основной состав улетел в США на матчи со студенческими клубами, и в гостевом матче с новокузнецким «Металлургом» (0:13) вышли дублёры. В начале сезона 2002/03 провёл ещё девять матчей.
Выступал за команды «Спартак» СПб (200304 — 2005/66), «Комбат» СПб (2006/07), «Ариада-Акпарс-2» (Волжск, 2007/08), «Вымпел» Междуреченск (2008/09), «Кристалл» Бердск (2009/10).